# Birefringència

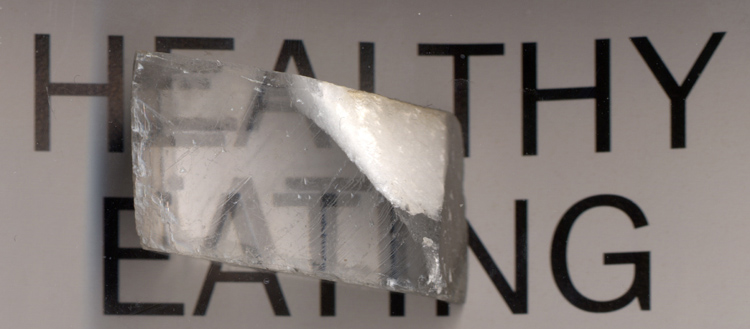
Birefringència en un cristall de calcita

Un cristall de calcita vist a través d'un filtre polaritzat

La birefringència o doble refracció és una propietat de la matèria anisòtropa transparent que consisteix en el desdoblament d'un feix de llum incident en dos feixos polaritzats linealment en direccions perpendiculars entre si com si el material tingués dos índexs de refracció diferents.
Tots els materials cristal·lins que no pertanyen al sistema cúbic presenten índexs de refracció diferents en les diferents direccions de propagació dels feixos de llum i de la direcció de vibració del camp elèctric (per convenció, quan parlem de polarització, només es considera el vector camp elèctric; el camp magnètic s'ignora perquè és perpendicular o proporcional al camp elèctric). El fenomen és especialment visible en la calcita, que presenta un rang molt ampli de valors d'índex de refracció (i per tant una elevada birefringència), sobretot en la varietat més transparent anomenada espat d'Islàndia.
La birefringència va tenir un paper important en el naixement de les primeres idees sobre el model ondulatori de la llum; precisament, per explicar aquest fenomen Christiaan Huygens va proposar la seva teoria ondulatòria de la llum en el seu Traité de la Lumière del 1690.